# Фосетт, Уильям
Уильям Фосетт (1851–1926) — британский ботаник и соавтор "Flora of Jamaica".
Фосетт был директором общественных садов и плантаций на Ямайке с 1887 до 1908 года. Впоследствии он вернулся в Великобританию, где работал вместе с Альфредом Бартоном Рэндлом над первыми томами "Flora of Jamaica".